# Bonifaci VI de Castellana
Bonifaci de Castellana (...1244-1265...) fou un noble, cavaller i trobador occità. Se'n conserven tres sirventesos.

## Vida
No tenim una vida que ens informi de la seva biografia, però és un personatge conegut, ja que era senyor de Castelana, als Alps de l'Alta Provença i un dels darrers defensors de la independència de Provença. Apareix per primer cop en documents el 1244, i es va convertir en Bonifaci VI de Castellana el 1249, quan va morir el seu pare i ell n'heretà el feu. El 1262 els marsellesos es van alçar contra Carles d'Anjou, comandats per Uc dels Baus i Bonifaci. En aquestes accions bèl·liques, Castellana va ser destruïda i Bonifaci hagué de fugir; es va refugiar en primer lloc a Montpeller amb l'infant Jaume i se'l documenta el 1265 a Osca, amb l'infant Pere i potser després a València. Però no se'n tenen més notícies posteriorment.
Els tres sirventesos que es conserven són sirventesos polítics. El primer sirventès conservat data de 1252, Era, pueis yverns es e·l fil, i, com feia Bernart de Rovenac, hi ataca Enric III i Jaume I perquè no defensen els provençals, i, concretament, Jaume I perquè no venja la mort del seu pare. El segon, Gerra e trebailh e brega·m plaz, sembla escrit el 1260 quan algunes ciutats del Piemont havien pactat amb Carles d'Anjou; és un sirventès violent en un estil que recorda Bertran de Born. Finalment, Sitot no m'es fort gaya la sazos està escrit el 1262 en ple alçament contra Carles d'Anjou però quan encara Bonifaci no ha hagut de fugir, ja que diu enquer ay fotz maizos / et ay ma gent veraya; "encara tinc cases fortes i gent fidel".

## Obra
- (102,1)[1] Era, pueis yverns es e·l fil (sirventès)
- (102,2) Gerra e trebailh e brega·m plaz (sirventès)
- (102,3) Sitot no m'es fort gaya la sazos (sirventès)

### Edicions
- Amos Parducci, Bonifazio di Castellana, In: Romania, 46 (1920), pàg. 478-511

### Repertoris
- Alfred Pillet / Henry Carstens, Bibliographie der Troubadours von Dr. Alfred Pillet […] ergänzt, weitergeführt und herausgegeben von Dr. Henry Carstens. Halle : Niemeyer, 1933 [Bonifaci de Castellana és el número PC 102]